# لوك هدسون
لوك هدسون (بالإنجليزية: Luke Hudson)‏ هو لاعب كرة قاعدة أمريكي، ولد في 2 مايو 1977 في فوونتين فالي في الولايات المتحدة.